# 稲垣啓太
稲垣 啓太（いながき けいた、1990年〈平成2年〉6月2日 - ）は、日本のラグビーユニオン選手。ポジションはプロップ。ジャパンラグビーリーグワン・埼玉パナソニックワイルドナイツに所属している。

## プロフィール
- 新潟県新潟市秋葉区（旧・同県新津市）出身[1]。
- ポジションはプロップ。
- 身長 186 cm、体重 115 kg
- 日本代表キャップは53。（2023年10月8日現在）
- U20日本代表に選ばれたことがある。
- ニックネームは『ガッキー』。マスメディアでは『笑わない男』[2][3][4]『オシャレ番長』[5][6] とも呼ばれる。
- 中学校時代までは野球部に入っていた。ポジションは捕手。同じ野球部の4学年離れた後輩に笠原祥太郎がいる[7]。
- 推薦入試で早稲田大学を受けたが不合格で当時の関東学院大学ラグビー部監督春口廣に関東学院大学へ誘われる[8]。
- 血液型はA型[9]。
- 妻はファッションモデルの新井貴子[10]。岳父は元プロ野球選手の新井宏昌。

## 略歴
3兄弟の末弟。小学校時代には体重が100キロを超える体格になっていた。小中は野球で捕手をやっていたが、兄が新潟県立新潟工業高校でラグビーを始め、兄とパスをしたことがきっかけで、14歳から 新潟市ジュニアラグビースクール でラグビーを始めた。デビュー試合は花園ラグビー場だった。
2009年、新潟工業高校卒業後、関東学院大学に入る。なお新潟工業高校時代、高校日本代表に選ばれ、第32回高校東西対抗試合の参加メンバーに選出された。
2012年、関東学院大学ラグビー部の主将に就任した。主将となった大学4年時に関東リーグで7敗、入れ替え戦も敗戦し関東学院大学としては31季ぶりの2部リーグに降格した。その時は人目もはばからず涙した。
2013年、関東学院大学卒業後、パナソニックワイルドナイツにプロ選手として加入。同年8月31日に行われたジャパンラグビートップリーグ第1節の近鉄ライナーズ戦にて先発出場で公式戦初出場を果たす。また同年度シーズンの新人賞に堀江恭佑と共に選ばれた。
2014年11月15日に行われたリポビタンDツアールーマニア戦で日本代表初キャップを獲得した。
2015年、レベルズに加入。また同年8月にラグビーワールドカップ2015の日本代表に選出された。さらに同年12月にはスーパーラグビーの日本チームサンウルブズの2016年スコッドに入った。
2019年には、自国開催のワールドカップ日本代表に選出された。稲垣は全5試合に出場し、プールステージ第4戦の対スコットランド戦で日本代表で自身初にして勝ち越しとなるトライを決める など、日本代表初の決勝トーナメント（8強）進出に貢献した。
2022年1月、ファッションモデルでアルティメット選手の新井貴子と結婚したことを発表した。
2023年9月10日、ワールドカップ2023（フランス大会）プール戦第1試合（チリ戦） において50キャップ目を獲得。両チームの入場よりも先に、1人でフィールドに登場する演出で称えられた。

## 受賞歴

### ジャパンラグビートップリーグ
- 2013-14トップリーグベスト15 トップリーグ新人賞
- 2014-15トップリーグベスト15
- 2015-16トップリーグベスト15
- 2016-17トップリーグベスト15
- 2017-18トップリーグベスト15
- 2018-19トップリーグベスト15
- 2020-21トップリーグベスト15

### ジャパンラグビーリーグワン
- 2022ベストフィフティーン（PR1）[28]
- 2022-23ベストフィフティーン（PR1）[29]

## テレビ
- 天才!志村どうぶつ園（2015年11月14日、日本テレビ）
- ラグビーウィークリー（BS朝日）「ワイルドな奴 #198」
- 有吉ゼミ（2016年12月26日・2017年10月16日、日本テレビ）
- くりぃむしちゅーの!THE☆レジェンド第10弾（2019年11月4日、日本テレビ）
- 突然ですが占ってもいいですか?（2022年10月24日、フジテレビ）[30]

## CM
- マイナビバイト「バイト探しサムライ お先」篇（2020年2月1日 - ） - 千切りの武蔵 役[31]
- パナソニック
  - 宅配ボックス「COMBO Light」（2020年3月7日 - ） - 堀江翔太、福岡堅樹と共演[32]
  - ラムダッシュ 稲垣啓太さん 福岡堅樹さん篇（2020年12月3日 - ）[33]
- JA全農にいがた 新潟米
  - 「仁王立ち」篇（2020年10月1日 - ）[34]
  - 「ごはんがおいしい幸せ」篇（2024年9月12日 - ） - 稲垣貴子と共演[35]
- 三井住友銀行 「ともに、前へ」篇（2021年11月20日 - ）- 岡崎体育と共演[36]